# تدبيج (بديع)
التدبيج بالموحدة مصدر من باب التفعيل مأخوذ من الديباج بمعنى جعل الشيء ذا ديباج أي ذا حسن وزينة كما في حواشي المطول. وهو عند أهل البديع أن يذكر المتكلم ألوانا يقصد بها التورية والكناية كقوله تعالى ومن الجبال جدد بيض وحمر مختلف ألوانها وغرابيب سود قال ابن أبي الإصبع المراد بذلك والله أعلم الكناية عن المشتبه والواضح من الطرق لأن الجادة البيضاء وهي الطريقة التي كثر السلوك عليها جدا وهي أوضح الطرق وأبينها ودونها الحمراء ودون الحمراء السوداء كأنها في الخفاء والالتباس ضد البياض والطرف الأدنى في الخفاء السوداء والأحمر بينهما على وضع الألوان في التركيب وكانت ألوان الجبال لا تخرج عن هذه الثلاثة. والهداية وكل علم نصب للهداية منقسمة إلى هذه القسمة. فالآية الكريمة منقسمة كذلك فحصل فيها التدبيج كذا في الإتقان. وهذا مثال تدبيج الكناية. وأما مثال تدبيج التورية على ما في المطول فقول الحريري: فمذ اغبر العيش الأخضر وازور المحبوب الأصفر اسود يومي الأبيض وابيض فودي الأسود فالمعنى القريب للمحبوب الأصفر هو الإنسان الذي له صفرة والبعيد هو الذهب وهو المراد هاهنا فيكون تورية. هذا وقد اعتبر صاحب الإتقان التدبيج صنعة على حدة واعتبره صاحب التلخيص من أنواع الطباق. قال صاحب المطول لما كان هذا داخلا في تفسير الطباق لما بين اللونين من التقابل صرح المصنف بأنه من أقسام الطباق وليس قسما من المحسنات المعنوية برأسه.